# Szubtalamusz

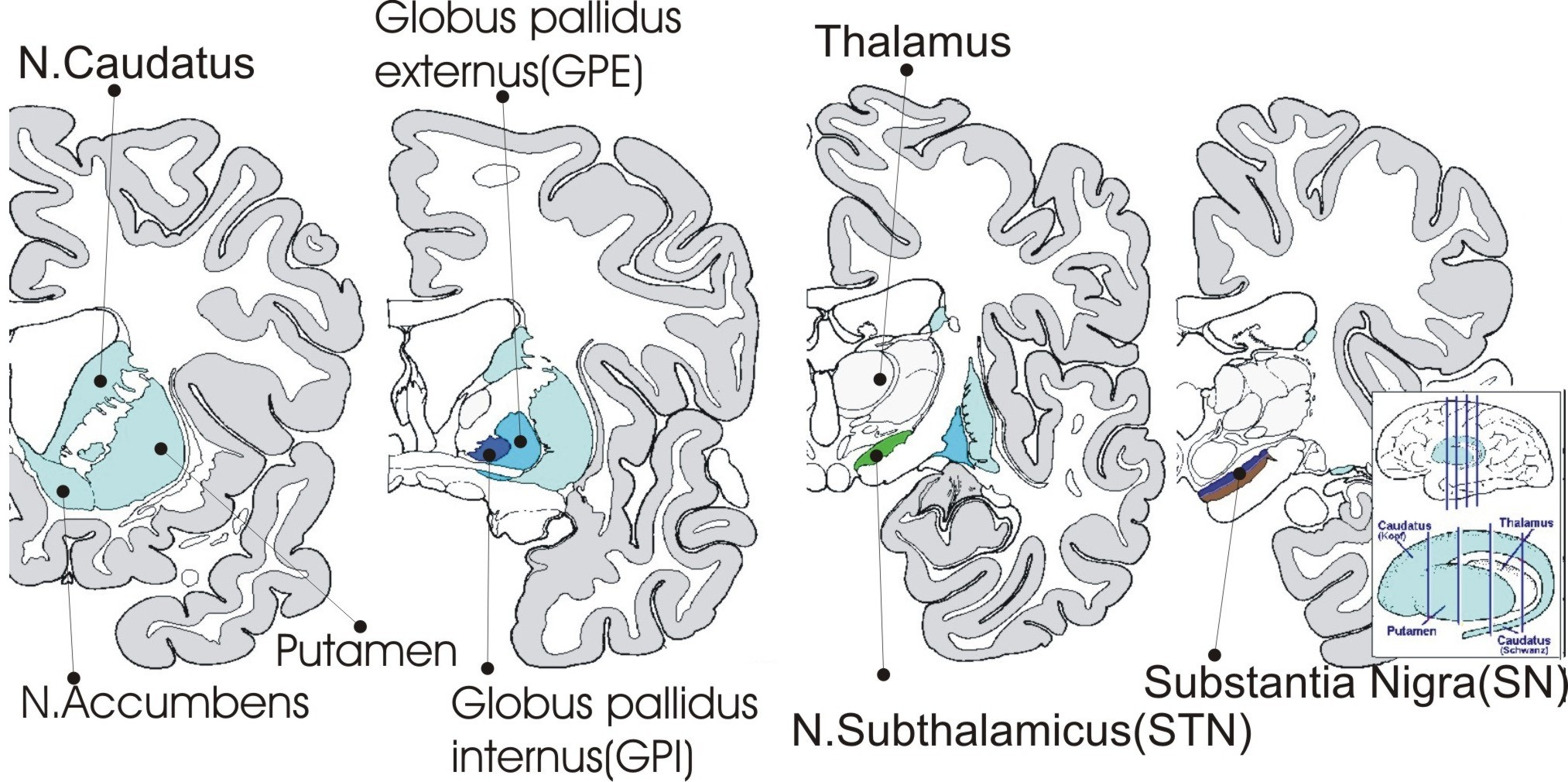
A bazális ganglionok anatómiája (sematizált) 4 félig sematikus koszorúérmetszet

A szubtalamusz  a talamusz és a középagy tegmentuma között van. A szerkezete rendkívül összetett. A szubtalamuszban megtalálható idegsejtek csoportjai között vannak a vörös magvak (nucleus ruber) elülső végei és a sötét pigmentációjú állomány (substantia nigra) valamint a talamusz alatti mag (nucleus subthalamicus). A szubtalamusznak fontos összeköttetései vannak a csikolt testtel (corpus striatum) , és ezen az úton szerepe van az izomaktivitás kontrolljában. Emellett sok fontos pályája is van, amelyek a tegmentumból a talamuszhoz futnak.